# Жюмель, Себастьен
Себастьен Жюмель (фр. Sébastien Jumel) — французский политик, депутат Национального собрания Франции.

## Биография
Себастьен Жюмель родился 17 декабря 1971 года в знаменитом по картинам Клода Моне пригороде Гавра Сент-Адрессе в семье рабочего-сварщика, активиста профсоюзного объединения ВКТ, и работницы дома престарелых. После обучения в колледже в Гонфревиль-л’Орше окончил Университет Поля Сезанна в Экс-ан-Провансе, получил степень бакалавра экономики, бакалавра в области государственного управления и DEA в области права и управления местными органами власти.
В 1986 году, еще будучи школьником в Гавре, Себастьен Жюмель участвовал в протестах против реформы университетов, представленных министром образования Аленом Деваке. В 1989 году 18-летний активист Национального союза студентов Франции (Unef) вступил во Французскую коммунистическую партию.
В 1994 году мэр Дьепа Кристиан Кювилье приглашает Себастьена Жюмеля возглавить его аппарат. В 1995 году он был избран членом федерального бюро Коммунистической партии в департаменте Приморская Сена; с 1997 по 2002 год был помощником Кристиана Кювилье, который был избран депутатом Национального собрания Франции. Когда в 2001 году Кристиан Кювилье предстал перед судом по делу о фиктивных работах, Себастьен Жюмель взял на себя организацию его защиты, но в том же году Кювилье потерпел поражение муниципальных выборах, а на следующий год ― на парламентских выборах, после чего был условно осужден на год и на два года лишен гражданских прав. Себастьен Жюмель стал помощником депутата парламента от 8-го избирательного округа департамента Приморская Сена Даниэля Поля.
В 2002 году новый мэр Дьепа Эдуар Лево, член правого Союза за народное движение, решил оставить пост советника Генерального совета департамента Приморская Сена от кантона Дьеп-Уэст и выдвинул кандидатом от правых на внеочередных выборах в этом кантоне свою жену Анник Лево. Себастьян Жюмель решил баллотировать на этих выборах от коммунистов, и, вопреки всем ожиданиям, сумел победить жену мэра Дьепа. После этого при поддержке членов муниципального совета из бывшей команды Кристиана Кювилье он начинает выстраивать свою сеть поддержки в Дьепе.
В 2004 году, после того как левые получили большинство в Генеральном совете департамента, Себастьен Жюмель становится вице-президентом этого совета по делам молодежи, спорта, культуры и туризма. В 2007 году он впервые баллотируется в Национальное собрание по 11-му избирательному округу департамента Приморская Сена, но занимает в 1-м туре только третье место и не проходит во 2-й тур.
Перед муниципальными выборами в марте 2008 года он провел переговоры с представителями социалистов и зелёных о формировании в Дьеппе единого левого списка. Этот список победил в первом туре, и Себастьен Жюмель был избран мэром Дьеппа, вернув коммунистам утерянную в 2001 году власть в городе. Третьим номером в этом списке был бывший мэр и патрон Жюмеля Кристиан Кювелье.
Вступление Себастьена Жюмеля в должность мэра 14 марта 2008 года сопровождалась скандалом. Его предшественник отказался участвовать в первой сессии нового состава совета. Жюмель вошел переполненный зал городского совета вместе с Кристианом Кювилье под громкие крики одобрения своих сторонников одновременно со свистом и оскорблениями со стороны оппозиции. После выступления с речью, в которой он говорил о реванше, Кристиан Кювилье вручил Себастьену Жюмелю трехцветный шарф.
Одним из его первых действий в должности мэра стала поездка в район пляжа Пюи, традиционный оплот правых, сильно пострадавший от шторма 11 марта. Этот жест трактовался прессой как знак открытости. 16 марта он легко переизбрался в Генеральный совет департамента.
В 2010 году Себастьен Жюмель возглавил список Левого фронта на региональных выборах в Верхней Нормандии. Получив 8,39 % в первом туре, его список во втором туре слился с социалистическим списком действовавшего президента Совета Алена Ле Верна, который победил с 55,10 %. 
В марте 2014 года при поддержке Левого фронта и зелёных он был переизбран на пост мэра Дьеппа с 50,37 % голосов в 1-м туре. В октябре того же года по протекции кюре Дьеппа Жоффруа де ла Туша Себастьен Жюмель отправился на два дня в Рим, где встретился с папой Франциском.
В марте 2015 года в паре с Эмманюэль Кару Себастьен Жюмель баллотировался в новый орган ― Совет департамента Приморская Сена от кантона Дьеп-1, но проиграл правому дуэту. На декабрьских региональных выборах 2015 года в новом регионе Нормандия он вновь возглавил список коммунистов, получивший 7,04 % голосов в первом туре. Во втором туре этот список слился с социалистическим списком во главе с Николя Майер-Россиньолем, который проигрывает правым с 36,06 % против 36,43 %. После этого Себастьен Жюмель был избран региональным советником от оппозиции.
На выборах в Национальное собрание в 2017 году он баллотируется по 6-му избирательному округу департамента Приморская Сена при поддержке коммунистов и партии «Непокорённая Франция» Жана-Люка Меланшона. В первом туре он занимает второе место, опередив на 20 голосов генерального секретаря Национального фронта Николя Бе. Во втором туре он получил 52,3 % голосов и одержал победу над кандидатом президентского движения «Вперёд, Республика!». После этого, в соответствии с требования закона о невозможности совмещения мандатов, Себастьен Жюмель ушел в отставку с поста мэра Дьепа. В 2020 году вновь был избран муниципальным советником Дьепа по списку коммунистов.
В Национальном собрании Себастьен Жюмель является членом группы левых демократов и республиканцев и комиссии по экономическим вопросам.
На выборах в Национальное собрание в 2022 году он вновь баллотировался в шестом округе департамента Приморская Сена как кандидат левого блока NUPES и сохранил мандат депутата, набрав во втором туре 57,8 % голосов.
На Парламентских выборах 2024 года, назначенных после роспуска президентом Эмманюэлем Макроном Национального собрания 9 июня 2024 года, Себастьен Жюмель вновь баллотировался, но проиграл во втором туре кандидату партии Национальное объединение Патрису Мартену.
2 октября 2024 года был избран президентом агломерации Дьеп.

## Занимаемые выборные должности
13.10.2002 — 29.03.2015 — член Генерального совета департамента Приморская Сена от кантона Дьеп-Уэст 

2004 — 29.03.2015 — вице-президент Генерального совета департамента Приморская Сена 

14.03.2008 — 09.07.2017 — мэр города Дьеп 

2015 — 2017 — член Регионального совета Нормандии

21.06.2017 — 09.06.2024 —  депутат Национального собрания Франции от 6-го избирательного округа департамента Приморская Сена

с 10.07.2017 — член совета города Дьеп